# Resolutie 635 Veiligheidsraad Verenigde Naties
Resolutie 635 van de Veiligheidsraad van de Verenigde Naties werd unaniem aangenomen op 14 juni 1989. 
De resolutie drong bij de landen aan om een systeem uit te werken om explosieven te markeren ten behoeve van latere opsporing. Dit gebeurde in het kader van de strijd tegen terrorisme, en met name terreuraanslagen tegen de burgerluchtvaart.

## Inhoud
De Veiligheidsraad:
- is zich bewust van de gevolgen van terrorisme voor de internationale veiligheid;
- is erg bezorgd over alle daden van onwettige belemmering tegen de internationale burgerluchtvaart;
- denkt aan de belangrijke rol die de Verenigde Naties speelt in het aanzetten van alle landen en intergouvernementele organisaties om terrorisme te voorkomen en uitroeien, waaronder dat waarbij springstoffen worden gebruikt;
- wil effectieve maatregelen om terrorisme te voorkomen bevorderen;
- is bezorgd omdat plastiek- of bladspringstoffen onopgemerkt kunnen worden gebruikt;
- neemt akte van de resolutie van de Raad van de Internationale Burgerluchtvaartorganisatie op 16 februari, die bij haar lidstaten aandringt op de ontwikkeling van opsporingsmethoden en veiligheidsuitrusting;

1. veroordeelt alle onwettige belemmering tegen de veiligheid van de burgerluchtvaart;
2. roept alle landen op om samen maatregelen te nemen om terrorisme te voorkomen;
3. verwelkomt het reeds ondernomen werd door de ICAO en andere internationale organisaties;
4. dringt er bij de ICAO op aan om meer te doen, vooral voor een internationaal systeem voor het markeren van springstoffen;
5. dringt er bij alle landen, vooral die die plastiek- of bladspringstoffen produceren, op aan om meer onderzoek te doen teneinde ze opspoorbaar te maken;
6. roept alle landen op om hun resultaten te delen en samen te werken om de ICAO en andere organisaties te voorzien van een internationaal opsporingssysteem voor springstoffen.

## Verwante resoluties
- Resolutie 2117 Veiligheidsraad Verenigde Naties (2013)

Lijst ·  627 ·  628 ·  629 ·  630 ·  631 ·  632 ·  633 ·  634 ·  635 ·  636 ·  637 ·  638 ·  639 ·  640 ·  641 ·  642 ·  643 ·  644 ·  645 ·  646